# 하나와역
하나와역(일본어: 花輪駅, はなわえき)은 일본 군마현 미도리시에 있는 와타라세 계곡 철도 와타라세 계곡선의 역이다. 역 번호는 WK09이다.

## 역 구조
이전에는 1면 2선의 섬식 승강장이었지만, 국철 시대에 합리화되어 1면 1선의 단선 승강장으로 변경되었다. "토끼와 거북이"의 노래의 발상지를 딴 열차가 도착할 때 이 곡이 흐른다. 접근 방송이 나오는 것은 와타라세 계곡 선내에서는 해당역과 JR 기류 역 뿐이다. 승강장에 토끼와 거북의 석상이 있다.

## 역 주변
- 미도리 시 관공서 히가시 청사(옛, 히가시무라 사무소)
- 하나와 우체국
- 쇼젠지
- 국도 제122호선

## 역사
- 1912년 9월 5일: 아시오 철도의 역으로 개업.
- 1918년 6월 1일: 국유화되어 국유철도 아시오 선의 역이 됨.
- 1987년 4월 1일: 국철 분할 민영화로 동일본여객철도의 아시오 선 미즈누마역이 됨.
- 1989년 3월 29일: JR 아시오선의 제3섹터 철도화로 와타라세 계곡 철도의 역이 됨.

## 사진

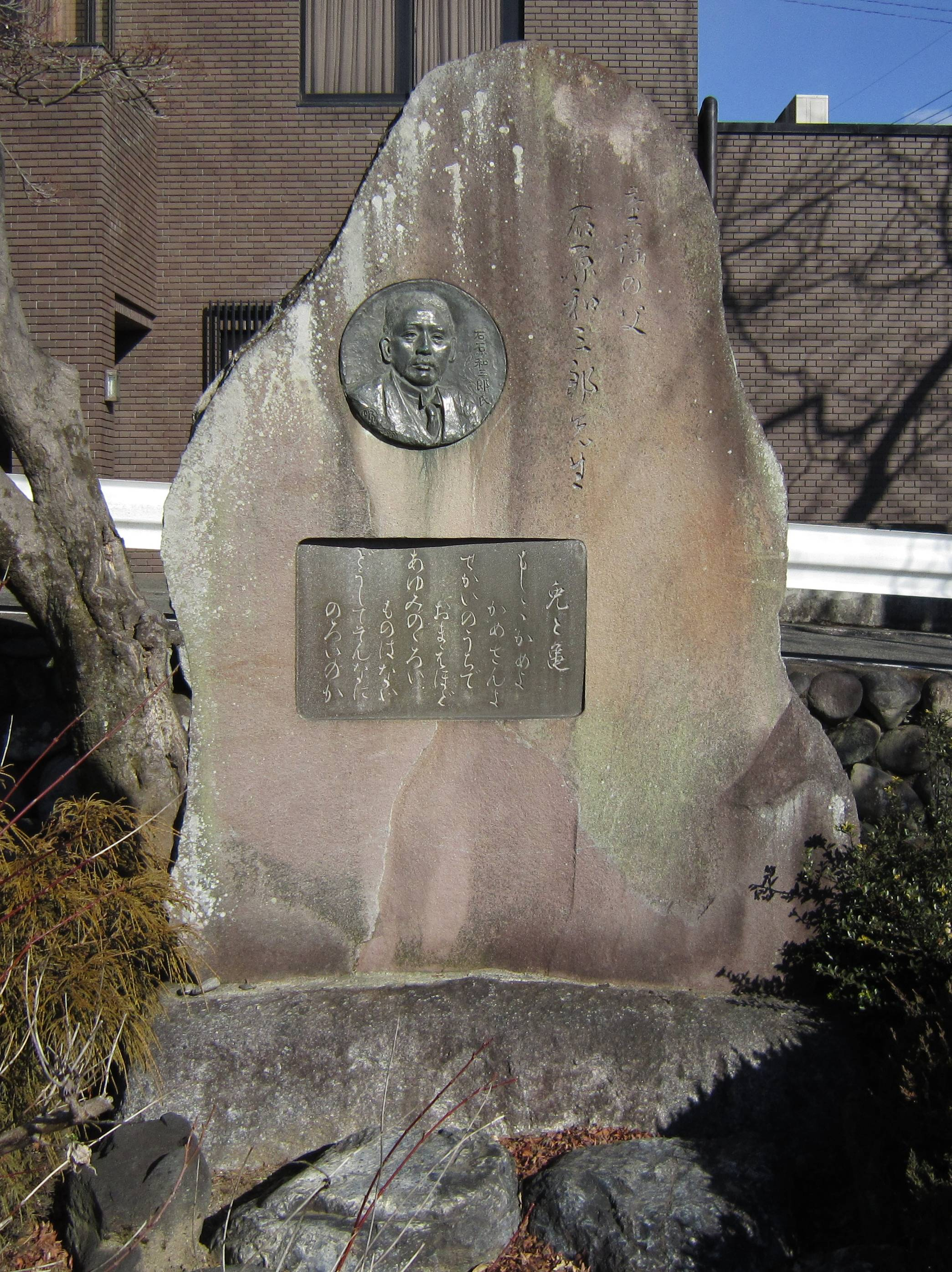
이시하라 와사부로 비

## 인접역
| ■ 와타라세 계곡 철도 와타라세 계곡선 | ■ 와타라세 계곡 철도 와타라세 계곡선 | ■ 와타라세 계곡 철도 와타라세 계곡선 |
| ------------------------------------ | ------------------------------------ | ------------------------------------ |
| WK08 미즈누마 기류 방면              |                                      | 나카노 WK10 마토 방면                |